# Leimbachstadion
Das Leimbachstadion ist ein Fußballstadion mit Leichtathletikanlage in der nordrhein-westfälischen Stadt Siegen. Es ist die Heimat des Fußball-Regionaligisten Sportfreunde Siegen. Es befindet sich im Bereich Winchenbach zu Füßen des Rosterbergs. Neben einem Naturrasenspielfeld umfasst die Anlage auch einen Kunstrasenplatz. Der Eigentümer ist die Stadt Siegen.

## Geschichte
Zwölf Jahre nach Kriegsende wurde am 22. September 1957 mit dem Leimbachstadion die größte Siegerländer Sportarena eröffnet. Das neue Stadion galt seinerzeit in Westdeutschland als mustergültig. Der Rasenplatz wurde jedoch nicht als Fußballspielfeld konzipiert, sondern von einem Gartenbauer als Nutzrasen angelegt. Der „Leimbach“ fließt heute noch verrohrt unter dem Stadion hindurch. Das Eröffnungsspiel fand zwischen den Sportfreunden Siegen und dem Hombrucher FV 09 statt.
Seine internationale Premiere erlebte das Stadion am 27. Mai 1959 bei einem Spiel der deutschen Amateur-Nationalmannschaft gegen England. Deutschland siegte mit dem Siegener Kapitän Herbert Schäfer, Peter Kunter, Heinz Höher, Werner Olk u. a. 2:0. Rund 25 000 Zuschauer im Stadion und mehrere Millionen Zuschauer vor dem Fernseher erlebten am 28. August 1968 mit dem Spiel ohne Grenzen eine Unterhaltungsshow unter dem Spielleiter Camillo Felgen. 35 Teilnehmer traten für Siegen an, die Stadt kostete das Spektakel 8.500 DM. Jedoch flossen TV-Gelder in Höhe von 100.000 DM zurück in die Region. Für den absoluten Siegerländer Zuschauerrekord sorgten am 3. Oktober 1982 beim Nostalgie-Spiel der 1974er Weltmeisterelf mit Franz Beckenbauer, Wolfgang Overath, Sepp Maier & Co 24.728 zahlende Zuschauer, die einen 10:2-Sieg der Altinternationalen gegen eine Siegerland-Auswahl sahen.
Die Zuschauer-Bestmarke bei einem Fußball-Meisterschaftsspiel datiert vom 6. August 1972. Damals kamen nach dem Aufstieg der Sportfreunde Siegen in die Regionalliga West zum ersten Heimtreffen der Sportfreunde gegen den Bundesliga-Absteiger Borussia Dortmund 22.339 Besucher. Der BVB gewann 1:0. 1975 wurde eine überdachte Tribüne eingeweiht. In den Katakomben befinden sich die Bereiche für die Spieler und die technische Ausrüstung, wie Heizung und Stromversorgung. Das bisher letzte Fußball-Länderspiel der Frauen am 25. September 2005 gewann die DFB-Elf gegen Russland 5:1. Das bestbesuchte Spiel der bisher einzigen Saison der Sportfreunde Siegen in der 2. Fußball-Bundesliga war das Spiel gegen den VfL Bochum am 6. November 2005, welches die Sportfreunde vor 17.745 Zuschauern mit 3:0 gewinnen konnten.

## Das Stadion heute
Das Stadion hat nach dem letzten Ausbau eine Kapazität von 19.400 Plätzen, davon 2.108 überdachte Sitzplätze und 17.292 Stehplätze. Es ist für 18.716 Zuschauer zugelassen worden. Das Stadion ist eines der größten der Regionalliga West, in der die Sportfreunde Siegen aktuell spielen. Seit der Saison 2003/2004 hat das Stadion eine Flutlichtanlage mit einer Lichtleistung von 850 lx. Ein Notstromaggregat sichert beim Ausfall der Netzversorgung auf dem Spielfeld 15 lx. Im Jahr 2004 wurde der Innenbereich durch einen 2,50 m hohen Zaun gemäß den Auflagen des DFB abgetrennt und eine neue Lautsprecheranlage installiert. Für die Sicherheitskräfte steht eine Einsatzzentrale mit Video-Technik zur Verfügung.
Nach der Modernisierung der Westkurve und Gegengerade musste die Spielstätte infolge des Aufstiegs der Sportfreunde Siegen in die 2. Bundesliga im Sommer 2005 erneut renoviert werden. Im ersten Schritt wurde die Ostkurve mit neuen Stufen und Wellenbrechern sowie einem Sicherheitszaun ausgestattet. Daneben wurden die Eingänge und Kassen modernisiert. Um die DFL-Auflagen vollends zu erfüllen, war die Überdachung der Gegengerade geplant, um dort die geforderten Medienplätze zu schaffen. Diese befinden sich zurzeit unter der Haupttribüne. Außerdem wurde über den Bau einer Rasenheizung nachgedacht, um die heutigen Ansprüche an ein zeitgemäßes Stadion zu erfüllen.
2017 wurde der Naturrasen aus dem Jahr 1998 aufgrund von Problemen, wie einer mangelnden Wasserdurchlässigkeit, ersetzt.
Auf der Gegengerade befinden sich überdachte Plätze für Rollstuhlfahrer. Zudem gibt es Toiletten für Personen mit Behinderung.
Neben Sportfreunde Siegen nutzten in den letzten Jahren auch der TuS Erndtebrück und der 1. FC Kaan-Marienborn bei sogenannten Risikospielen in der Regionalliga West oder bei DFB-Pokal-Spielen gelegentlich das Stadion.
Der Kunstrasenplatz, auf dem die Frauen- und Jugendmannschaften der Sportfreunde die meisten ihrer Heimspiele austragen, wurde nach rund 15 Jahren Nutzung Ende 2024/Anfang 2025 komplett erneuert und erfüllt nun das DFB-Qualitätskonzept.
Seit dem Jahr 2020 wurde das Stadion nach und nach auf Vordermann gebracht. Zuerst wurde die alte Anzeigetafel durch eine moderne LED-Anzeigetafel in der Ostkurve oberhalb des Blocks D3/E1 ersetzt. Weiter ging es im Jahre 2022, als der Rasen im Stadion ersetzt werden musste, da der alte nach einem Befall von Engerlingen nicht mehr bespielbar war, in dieser Zeit wich die Erste Mannschaft für ihre Oberliga-Spiele auf den Nebenplatz und die U17 Bundesliga-Mannschaft ins Geisweider Hofbachstadion aus. Im folgenden Jahr wurde das in die Jahre gekommene VIP-Zelt auf der Dammkrone abgebaut und vorerst durch einen eigens eingerichteten Raum in der Geschäftsstelle ersetzt. Das Jahr 2024 sollte für die Sportfreunde geprägt sein durch einen Umbruch, dafür wurde auch im Stadion einiges getan. Zum einen wurde der Fanblock F11 sowie die Erhöhung für die überdachten Rollstuhlplätze auf der Gegengerade in Block C1 durch die Fanszene neu gestaltet, in der Sommerpause wurden außerdem die alten Sitze durch rote neue Sitze mit Rückenlehne ersetzt, außerdem bilden mittig auf der Haupttribüne weiße Sitze den Schriftzug „SIEGEN“. In den folgenden Monaten wurden die Versorgungsstände teilweise ausgetauscht, es wurde mit einem Toilettenneubau am Haupteingang begonnen und die UTSCH Loge wurde erneuert. Das Flutlicht wurde auf LED umgerüstet. Die neue Sportfreunde-Lounge, inklusive Fanshop und Getränkestand wurde zum Beginn der Saison 2025/2026 eröffnet. Zudem wurde ein neues Kassenhäuschen errichtet und die Anzahl der Versorgungsstände wurden erhöht. Auch der Einbau einer Rasenheizung befindet sich derzeit in Diskussion.
Die größte Besucherzahl der jüngeren Geschichte erlebte das Stadion am 30. Juli 2025. In einem Testspiel der Sportfreunde Siegen gegen Borussia Dortmund kamen 18.400 Zuschauer. Der Verein meldete: „ausverkauft“.

## Erreichbarkeit
Das Leimbachstadion ist über die Leimbachstraße zu erreichen, welche das Stadion mit der Innenstadt und der Anschlussstelle Siegen-Süd an der A 45 verbindet. Parkplätze befinden sich entlang der Leimbachstraße. Unterhalb der Stadions gibt es zudem einen P&R-Parkplatz. Direkt daneben befindet sich ein kostenpflichtiger Schotterparkplatz, der näher am Stadion bzw. dem Waldeingang liegt.
Zudem wird das Stadion durch die Buslinie C102 der VWS angefahren. An Heimspieltagen verkehrt zudem die sogenannte „Magolves-Linie“ vom Siegener ZOB zum Stadion. Sie ist benannt nach dem Siegerländer Wort für den Eichelhäher – dem Maskottchen der Sportfreunde Siegen.
Es gibt insgesamt drei Eingänge: den Haupteingang an der Leimbachstraße, den Waldeingang zwischen Westkurve und Gegengerade sowie den Gästeeingang im Bereich der Gästekurve (ebenfalls Westkurve).

## Sonstiges
Frühere Pläne eines britischen Investors für den Neubau einer überdachten, für 20.000 Personen ausgelegten Multifunktionsarena mit integriertem Einkaufszentrum, Kulturbetrieb und angeschlossenem Kongresszentrum haben sich nach dem sportlichen Niedergang der Sportfreunde Siegen zerschlagen.